# 함양군·거창군 (1963년 선거구)
함양군·거창군은 대한민국의 옛 국회의원 선거구이다. 당시 경상남도 함양군, 거창군 지역을 관할했다.

## 역사
제6대 국회의원 선거를 앞두고 함양군 선거구와 거창군 선거구가 통합되면서 신설되었다.
제9대 국회의원 선거를 앞두고 산청군 선거구와 통합되면서 산청군·함양군·거창군 선거구를 이루게 됨에 따라 폐지되었다.

## 역대 국회의원
| 선거   | 정당 | 정당       | 의원   |
| ------ | ---- | ---------- | ------ |
| 1963년 |      | 민주공화당 | 민병권 |
| 1967년 |      | 민주공화당 | 민병권 |
| 1971년 |      | 민주공화당 | 민병권 |

## 역대 선거 결과

### 대한민국 제6대 국회의원 선거
|  | 56.77% |

|  | 20.67% |

|  | 13.08% |

|  | 6.43% |

|  | 2.05% |

|  | 0.98% |

### 대한민국 제7대 국회의원 선거
|  | 69.96% |

|  | 27.86% |

|  | 1.59% |

|  | 0.57% |

### 대한민국 제8대 국회의원 선거
|  | 58.50% |

|  | 38.09% |

|  | 1.38% |

|  | 1.02% |

|  | 0.99% |